# ATK (câu lạc bộ bóng đá)
Atlético de Kolkata (thường viết tắt ATK), là một câu lạc bộ bóng đá nhượng quyền tại Indian Super League có trụ sở ở Kolkata, Tây Bengal. Được thành lập ngày 7 tháng 5 năm 2014 trở thành đội bóng đầu tiên của Indian Super League. Đội được sở hữu bởi Kolkata Games and Sports Pvt. Ltd. gồm có cựu cầu thủ và đội trưởng đội cricket Ấn Độ, hiện là Chủ tịch Hiệp hội cricket Bengal Sourav Ganguly và Sahil Barua - CEO của công ty logistic eCommerce 'Delhivery', câu lạc bộ La Liga Tây Ban Nha Atlético Madrid, cùng với doanh nhân Harshavardhan Neotia, Sanjiv Goenka và Utsav Parekh. Tên và màu áo của đội bóng được lấy theo đối tác từ Tây Ban Nha.
Được dẫn dắt bởi huấn luyện viên người Tây Ban Nha José Francisco Molina, đội thi đấu trên sân nhà có sức chứa 68.000 chỗ của Sân vận động Salt Lake. Cầu thủ marquee của mùa bóng 2015 là tiền đạo quốc tế Bồ Đào Nha Hélder Postiga, trong khi đó tiền vệ người Tây Ban Nha Borja Fernández là đội trưởng của đội bóng.
Dưới sự dẫn dắt của Antonio López Habas, Atlético là chủ nhà và đội thắng trận đầu tiên của Indian Super League. Họ giành chức vô địch mùa mở màn sau khi đánh bại Kerala Blasters 1–0 trong trận chung kết.

## Cầu thủ và ban huấn luyện

### Đội hình hiện tại
Tính đến tháng 9 năm 2016.
Ghi chú: Quốc kỳ chỉ đội tuyển quốc gia được xác định rõ trong điều lệ tư cách FIFA. Các cầu thủ có thể giữ hơn một quốc tịch ngoài FIFA.
| Số | VT | Quốc gia         | Cầu thủ          |
| -- | -- | ---------------- | ---------------- |
| 3  | HV | Bồ Đào Nha       | Henrique Sereno  |
| 4  | HV | Tây Ban Nha      | Tiri             |
| 5  | HV | Ấn Độ            | Arnab Mondal     |
| 6  | HV | Ấn Độ            | Kingshuk Debnath |
| 7  | TĐ | Canada           | Iain Hume        |
| 8  | TV | Ấn Độ            | Jewel Raja       |
| 9  | TĐ | Bồ Đào Nha       | Hélder Postiga   |
| 10 | TV | Tây Ban Nha      | Borja Fernández  |
| 11 | TV | Cộng hòa Nam Phi | Sameehg Doutie   |
| 12 | HV | Ấn Độ            | Pritam Kotal     |
| 13 | TV | Ấn Độ            | Bikramjit Singh  |
| 14 | TM | Tây Ban Nha      | Dani Mallo       |
| 15 | TV | Tây Ban Nha      | Javi Lara        |

| Số | VT | Quốc gia    | Cầu thủ             |
| -- | -- | ----------- | ------------------- |
| 16 | HV | Ấn Độ       | Robert Lalthlamuana |
| 17 | TV | Ấn Độ       | Bidyananda Singh    |
| 19 | TĐ | Tây Ban Nha | Juan Belencoso      |
| 20 | TV | Ấn Độ       | Lalrindika Ralte    |
| 21 | TV | Ấn Độ       | Bikash Jairu        |
| 22 | TM | Ấn Độ       | Shilton Paul        |
| 23 | TV | Botswana    | Ofentse Nato        |
| 24 | TM | Ấn Độ       | Debjit Majumder     |
| 25 | TV | Scotland    | Stephen Pearson     |
| 33 | HV | Ấn Độ       | Prabir Das          |
| 34 | TV | Ấn Độ       | Abhinas Ruidas      |
| 80 | HV | Ấn Độ       | Keegan Pereira      |

### Ban huấn luyện
Tính tới tháng 5 năm 2016.
| Vị trí            |                       |
| ----------------- | --------------------- |
| HLV trưởng        | José Francisco Molina |
| Trợ lý HLV        | Pablo Amo             |
| Trợ lý HLV        | Bastob Roy            |
| HLV thủ môn       | Deshi Bhaktawer       |
| HLV thể lực       | Carlos Rivero         |
| Giám đốc thể thao | Alberto Marrero       |

## Kết quả thi đấu

### Tổng
Tính đến 16 tháng 12 năm 2015

#### League
| Mùa giải | ISL | ISL | ISL | ISL | ISL | ISL | ISL  | ISL | Kết quả chung cuộc | Cầu thủ ghi nhiều bàn nhất | Cầu thủ ghi nhiều bàn nhất |
| Mùa giải | Tr  | T   | H   | B   | BT  | BB  | Điểm | VT  | Kết quả chung cuộc | Cầu thủ                    | Bàn                        |
| -------- | --- | --- | --- | --- | --- | --- | ---- | --- | ------------------ | -------------------------- | -------------------------- |
| 2014     | 14  | 4   | 7   | 3   | 16  | 13  | 19   | 3   | Vô địch            | Fikru Teferra              | 5                          |
| 2015     | 14  | 7   | 2   | 5   | 26  | 17  | 23   | 2nd | Bán kết            | Iain Hume                  | 11                         |

### Thành tích huấn luyện viên
Tính đến 3 tháng 5 năm 2016
| Tên                   | Quốc tịch   | Từ               | Tới               | Tr | T  | H  | B | BT | BB | %Thắng |
| --------------------- | ----------- | ---------------- | ----------------- | -- | -- | -- | - | -- | -- | ------ |
| Antonio Lopez Habas   | Tây Ban Nha | tháng 8 năm 2014 | tháng 12 năm 2015 | 33 | 13 | 11 | 9 | 45 | 34 | 039,39 |
| José Francisco Molina | Tây Ban Nha | tháng 5 năm 2016 | nay               | 2  | 1  | 1  | 0 | 3  | 2  | 050,00 |

## Tài trợ trang phục và áo đấu
| Giai đoạn | Cung cấp áo đấu | Tài trợ áo đấu |
| --------- | --------------- | -------------- |
| 2014      | Umbro           | Aircel         |
| 2015–     | NIVIA           | Birla Tyres    |

## Danh hiệu
- Indian Super League

Vô địch: 2014